# Східноєвропейська федерація
Східноєвропейська федерація (нім. Osteuropäischer Staatenbund) — політичний проєкт, сформульований німецькою сіоністською єврейською громадою, представлений Максом Боденгаймером, спрямований на створення політичного утворення Німеччини на землях російської Польщі після очікуваної перемоги у Першій світовій війні, як частина їх наміру створити Серединну Європу.
У серпні 1914 року Макс Боденгаймер представив німецькій владі концепцію створення держави, яка охоплювала б більшість територій Речі Посполитої до поділів. Федерація, розташована між Балтійським і Чорним морями, мала бути буферною державою між Німеччиною та Росією. Хоча теоретично всі етнічні групи Федерації мали отримати автономію, Боденгаймер додав, що поляки (8 мільйонів) мали бути «врівноважені» іншими націями — українцями (4 мільйони), білорусами (4 мільйони), а також литовцями, латишами та естонцями (3,5 мільйона). Євреї (6 млн) і німці (1,8 млн) мали мати вирішальний голос («схиляти шальки терезів»).
Спочатку Боденгайм заручився підтримкою групи сіоністських активістів у Берліні, а 17 серпня 1914 року заснував Комітет визволення російських євреїв (Komitee zur Befreiung der russischen Juden).
Ініціатива була спочатку добре сприйнята владою в Берліні, але незабаром стало очевидно, що німці несерйозно ставляться до цієї пропозиції. Від Міністерства закордонних справ контакти з Боденгаймером перебрав на себе Генеральний штаб і політичний референт зі східних справ Богдан Гуттен-Чапський, якому було доручено сприяти можливому антиросійському повстанню. Не порадившись з Боденгаймером, Гуттен-Чапський підготував листівки із закликом до євреїв російської Польщі повстати проти росіян. Зрештою, ця концепція не була підтримана Німеччиною, яка була більш зацікавлена у створенні маріонеткових держав у регіоні під суто німецькою адміністрацією (див. «Серединна Європа»).
Контакти Комітету з владою в Берліні були предметом запеклих суперечок у сіоністському русі. Зіткнувшись із дедалі більшою критикою, Макс Боденгаймер був змушений піти у відставку зі своєї посади в Єврейському національному фонді.
В єдиному поки що польському дослідженні, присвяченому цьому політичному проєкту, його автор доктор Анджей Лешек Щесняк використав термін «юдеополонія».